# Christopher Khayman Lee
Christopher Khayman Lee (nascido Christopher Lee Potts; Miami, 11 de março de 1978) é um ator estadunidense criado em Virginia Beach.
Sua irmã, Chyler Leigh, co-estrelou com ele o filme "Safe Harbor" (1999). Christopher ficou fascinado pelo sucesso de Chyler como modelo e mudou-se para Miami a fim de juntar-se a ela e a sua mãe. Aos 17 anos de idade, fez parte de um grupo de atores e logo ganhou o papel de Andros em Power Rangers in Space (1998) e foi morar em Los Angeles. Ele trabalhou atrás das telas de cinema para um filme de baixo custo chamado Miles From Home.

## Filmografia

### Filmes
| Título                      | Ano  | Papel          | Notas                          | Ref.  |
| --------------------------- | ---- | -------------- | ------------------------------ | ----- |
| Kickboxing Academy          | 1997 | Danny          | Creditado como Christopher Lee | [ 2 ] |
| A Light in the Forest       | 2003 | Menino sagrado |                                | [ 3 ] |
| Miles from Home             | 2006 |                | Como assistente de produção    | [ 4 ] |
| Star Wars vs. Power Rangers | 2017 | Andros         | Curta-metragem                 | [ 5 ] |

### Televisão
| Título                        | Ano  | Papel           | Notas                                                       | Ref.          |
| ----------------------------- | ---- | --------------- | ----------------------------------------------------------- | ------------- |
| Hall Pass                     | 1996 | Ele mesmo       |                                                             | [ 6 ]         |
| Power Rangers in Space        | 1998 | Andros          | Regular                                                     | [ 7 ]         |
| 7th Heaven                    | 1999 | Jack            | Episódio: "All Dogs Go to Heaven"                           | [ 8 ]         |
| Safe Harbor                   | 1999 | Hayden Loring   | Regular                                                     | [ 9 ]         |
| Power Rangers: Lost Galaxy    | 1999 | Andros          | Participação (Ep. 30–31)                                    | [ 10 ]        |
| M.Y.O.B.                      | 2000 | Não nomeado     | Episódio: "Pilot Presentation"                              | [ 11 ]        |
| All About Us                  | 2001 | Lucas Dawson    | Ep. 3, 13                                                   | [ 12 ] [ 13 ] |
| Power Rangers: Wild Force     | 2002 | Andros          | Episódio: "Forever Red"                                     | [ 14 ]        |
| Boston Public                 | 2003 | Ele mesmo       | Episódio: "Chapter Seventy-Four"                            | [ 15 ]        |
| Power Rangers: Dino Thunder   | 2004 | Andros          | Episódio: "Legacy of Power" (arquivo de filmagem)           | [ 16 ]        |
| That '70s Show                | 2004 | Garoto cabeludo | Episódio: "Beast of Burden"                                 | [ 17 ]        |
| Power Rangers HyperForce      | 2018 | Andros          | Episódio: "Finale: Part 1"                                  | [ 18 ]        |
| Power Rangers: Beast Morphers | 2020 | Andros          | Episódio: "Making Bad" (arquivo de filmagem; não creditado) | [ 19 ]        |
| Bloodline of the Grid         | 2021 | Andros          | Regular; Também como produtor                               | [ 20 ]        |